# Cystomutilla ruficeps
Cystomutilla ruficeps ist ein Hautflügler aus der Familie der Ameisenwespen (Mutillidae).

## Merkmale
Die Wespen haben eine Körperlänge von 4 bis 7 Millimetern (Weibchen) bzw. 6 bis 12 Millimetern (Männchen). Die Weibchen haben einen orangeroten Kopf und Thorax, ihre Fühler und Beine sind dunkelbraun. Der vereinzelt punktförmig strukturierte Hinterleib ist glänzend schwarz. Der Thorax ist vorne und hinten nach innen gewölbt. Am ersten Tergit befindet sich ein hell behaarter, dreieckiger Fleck, am Ende des zweiten und dritten Tergits befinden sich ebensolche Haarbinden. Das erste Tergit ist deutlich vom zweiten abgesetzt. Bei den Männchen sind der Kopf und der Thorax schwarz, der Hinterleib ist orangerot. Die Fühler und Beine haben eine dunkelbraune Farbe. Das erste und zweite Tergit ist am Ende, das dritte komplett hell behaart. Die Tegulae sind klein und rundlich.

## Vorkommen und Lebensweise
Die Art ist von Algerien und Spanien bis nach Griechenland und der Krim sowie im Norden von England über Frankreich, die Schweiz, Österreich, Tschechien und die Slowakei verbreitet. Die Larven sind Parasitoide von Ectemnius rubicola und Pemphredon rugifer.

## Belege